# John Banim

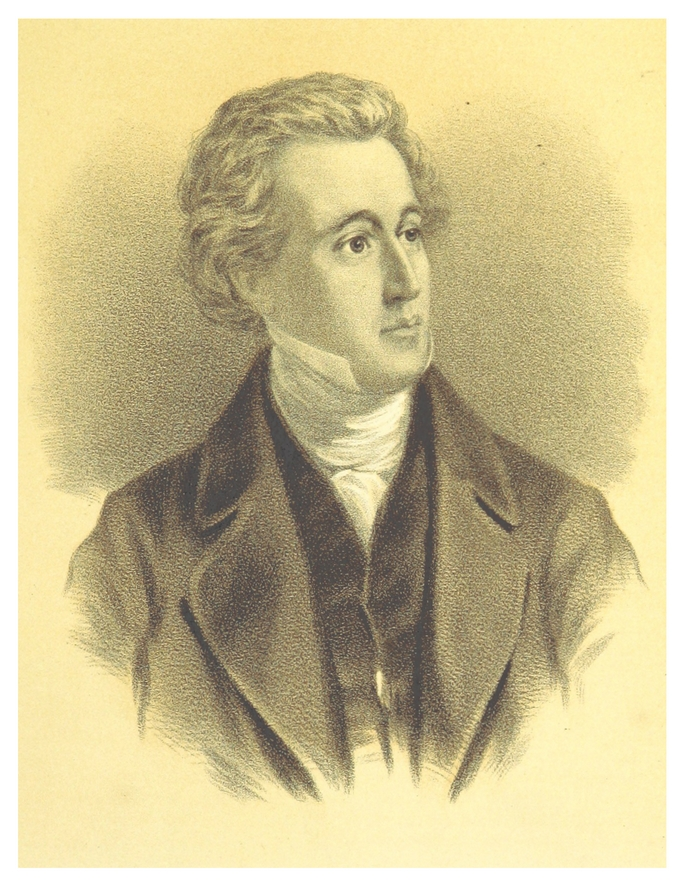
John Banim

John Banim (Kilkenny, 3 april 1798 – Windgap, 30 augustus 1842) was een Ierse literaire schrijver, dichter en essayist. Hij schreef ook kortverhalen. Zijn bijnaam was de Scott of Ierland. Voor hij zich volledig toespitste op literatuur, studeerde hij kunst en werkte als miniatuur-en portretschilder en als tekenleraar.

## Jeugd
John Banim was geboren in Kilkenny. Toen hij vier jaar was, werd hij onderwezen in lezen en grammatica in een lokaal schooltje. Toen hij vijf was, verliet hij de lokale school en ging naar de Engelse Academie in Kilkenny waar zijn oudere broer Michael (1796-1874) ook een student was. Hij deed verslag over deze school in zijn roman Father Connell. Na vijf jaar aan de Engelse Academie werd John naar een seminarie gestuurd dat gerund werd door een geestelijke genaamd Magrath. Dit seminarie werd aanzien als de beste Rooms-Katholieke school in Ierland. John verbleef er één jaar en werd daarna naar een andere academie gestuurd. Tijdens zijn schoolperiode las hij heel gretig en schreef ook eigen verhalen en gedichten. Toen hij kind was, had hij een verjaardagstraditie waarbij hij alles wat hij geschreven had, kritisch ging herlezen. Daarna verbrandde hij alles wat hij slecht vond.
Op de leeftijd van tien jaar bracht hij een bezoek aan het ouderlijke huis van de dichter Thomas Moore, waarbij hij zelf wat van zijn eigen gedichten in manuscript meebracht. Moore moedigde John aan en gaf hem een seizoenkaartje voor zijn privétheater in Kilkenny. Op zijn dertiende verjaardag werd hij een student aan de Universiteit van Kilkenny en wijdde hij zich aan de kunsten en het miniatuurschilderen. Twee jaar lang probeerde hij een artistieke scholing na te streven in scholen zoals de Royal Dublin Society en na zijn uren onderwees hij tekenen in een school in Kilkenny. Daar werd hij verliefd op een van zijn studenten, een 17-jarig meisje genaamd Anne. De liefde was wederzijds, maar de ouders van Anne kwamen tussenbeide en haalden haar van de school. Als gevolg van deze gebeurtenis kwijnde het meisje helemaal weg en stierf minder dan twee maanden later aan tuberculose. Haar dood maakte een diepe indruk op Banim, die ook altijd problemen had met zijn gezondheid.

## Carrière
Nadat hij in 1818 een volledig jaar hersteld was van deze gebeurtenis, bracht hij vijf maanden door in eenzaamheid en losbandigheid. Dit was een keuze waarvan hij snel spijt had omdat de schulden zich heel snel opstapelden. Hij koos er daarna voor om terug te keren naar wat hij voordien had gedaan: portretten tekenen en schrijven voor de Leinster Gazette. Algauw werd hij redacteur van deze krant.
In 1820 besloot hij om naar Dublin te gaan om zich toe te leggen op literatuur. Bij zijn aankomst in Dublin ontmoette hij een oude schoolvriend en artiest Thomas J. Mulvaney die hem hielp en adviseerde. In die periode probeerden artiesten uit Dublin een “Charter of Incorporation” en een toestemming van de overheid te verkrijgen om Ierse artiesten te helpen. Banim werd een belangrijke medewerker bij meerdere Dublinse kranten en hij gebruikte zijn sterke positie dan ook om de eis van de artiesten te helpen inwilligen. In 1820 werd hun eis ingewilligd en Banim kreeg een aanzienlijke som geld voor zijn steun aan de artiesten. Hij gebruikte heel veel van dat geld om zijn schulden af te betalen.
Hij raakte ook bevriend met een schrijver genaamd Charles Philips. Philips is degene die hem heeft geholpen met zijn literaire carrière. Banim dacht erover om zich in Londen te vestigen maar Philips was degene die hem heeft overtuigd om in Dublin te blijven. Philips gaf Banm advies met betrekking tot sommige van zijn gedichten en toonde zijn gedicht Ossian’s Paradise aan meerdere uitgevers en zo werd het gepubliceerd in 1821 onder de naam The Celt’s Paradise. Het gedicht werd ook getoond in manuscriptvorm aan Sir Walter Scott, die er een positieve mening over had. Na de publicatie van “The Celt’s Paradise” focuste hij zich op het schrijven van klassieke tragedies. Zijn toneelstuk Damon en Pythias werd opgevoerd in Covent Garden op 28 mei 1821. Later werd het toneelstuk ook nog opgevoerd in het Koninklijk Theater in Dublin.
Aan het einde van 1821 bracht hij een bezoek aan Kilkenny waar hij, met de hulp van zijn winsten uit Damon en Pythias, eindelijk zijn laatste schulden kon afbetalen. Tijdens zijn bezoek besprak hij zijn toekomstplannen omtrent romans en verhalen met zijn broer Michael. Tijdens zijn verblijf in Kilkenny logeerde hij in het huis van een goede vriend van zijn vader, een man genaamd John Ruth. Hij bracht zijn dagen door in het gezelschap van zijn broer en John Ruth’s drie dochters. Op een paar weken tijd werd hij verliefd op John Ruth’s jongste dochter, Ellen Ruth. Voordat hij haar een huwelijksaanzoek deed, keerde hij eerst terug naar Dublin om enkele andere zaken te regelen. Hij keerde terug naar Kilkenny in februari 1822 en na een verkering van twee maanden traden John en Ellen in het huwelijk.
In 1822 plande hij in overeenstemming met Michael, een serie illustratieve verhalen over het Ierse leven. Daarna richtte hij zich op Londen, waar hij zichzelf en zijn vrouw onderhield door het schrijven voor magazines. Hun eerste verblijfplaats was Amelia Plaats 7 in Brompton, het voormalige huis van John Philpot Curran. Tegen het einde van 1822 werd zijn vrouw ziek en in november gaf ze het leven aan een doodgeboren kind. Haar ziekte zorgde ervoor dat John meer geld in het laatje moest brengen voor de behandeling. In 1823 keerde ook Johns eerdere ziekte terug. Hun inkomsten verminderden aanzienlijk omdat hijzelf ook ziek was voor meerdere maanden. Omdat hij door zijn ziekte niet in staat was om nog te werken voor de wekelijkse kranten, begon hij meer en meer te werken voor maandelijkse bladen. Dit gaf hem de tijd om wat meer serieuze werken te schrijven. Rond deze tijd werd hij vaak geconsulteerd door de schrijver Gerald Griffin, die nieuw was in Londen en die sturing nodig had. Banim raakte bevriend met Griffin en deed al het mogelijke om hem bij te staan. Hij hielp bij opstellen van zijn toneelstukken en liet ze voorleggen tot productie. Griffin zei het volgende over Banim in een brief:
Wat zou ik hebben gedaan als ik Banim niet had gevonden? Ik zou nooit moe mogen worden over het denken en spreken over Banim. Neem het van me aan! Hij is een man – bijna de enige die ik heb ontmoet sinds ik Ierland heb verlaten.
In 1824 publiceerde hij, anoniem, een deel essays allerhande genaamd Revelation of the Dead Alive. Datzelfde jaar nog ontmoette hij de Amerikaanse auteur Washington Irving. Banim vond hem een goedhartige, eerlijke man terwijl andere literaire bekendheden eerder teleurgesteld waren in hem. De eerste serie van de Tales of the O’Hara Family verscheen in april 1825 en ze waren onmiddellijk een groot succes. Een van de meest bekende onder hen, Crohoore of the Bill Hook, was geschreven door Michael Banim. De twee hadden verder gewerkt aan de verhalen tijdens hun correspondentie tussen 1823 en 1824. Ze stuurden elkaar hun vervolledigde werken die dan werden kritisch werden gelezen door elkaar. Banim en Gerald Griffin waren goede vrienden, ondanks een misverstand dat hen tijdelijk van elkaar had gescheiden. Griffin werd vaak gevraagd om kritiek te geven op de verhalen.
Na de publicatie van de Tales of the O’Hara Family begon John te werken aan zijn roman The Boyne Water, een verhaal over de protestant-katholieke verhoudingen tijdens de Williamite Oorlog. Hij reisde terug naar Ierland en bracht zijn tijd door in Derry en Belfast om research te doen rond zijn roman die gepubliceerd werd in 1826. In datzelfde jaar werd zijn tweede serie rond de “Tales of the O’Hara Family” gepubliceerd waaronder het verhaal “The Nowlans”.
Toen zijn broer Michael hem tijdens de zomer van 1826 bezocht in Londen, vond hij dat Johns ziekte hem heel sterk had verouderd en dat hij er veel ouder uitzag dan zijn toenmalige leeftijd, 28 jaar. De volgende poging tot productie van de O’Hara Family was bijna geheel het werk van Michael. The Croppy, a Tale of 1798, geschreven in 1828, is amper gelijkwaardig aan de eerdere verhalen, ook al bevat het soms krachtige passages. The Mayor of Windgap en The Ghost Hunter (beide geschreven door Michael Banim), The Denounced (1830) en The Smuggler (1831) volgden elkaar snel op en werden behoorlijk ontvangen. De meeste van deze werken zijn een illustratie van de donkere en eerder pijnlijke periodes uit zijn leven, maar het gevoel dat naar voor komt in zijn laatste, “Father Connell”, is levendiger en meer teder.
In 1827 raakte John bevriend met de jonge schrijver John Sterling. Hij vergezelde Sterling tijdens een excursie naar Cambridge, die tijdelijk Banim’s gezondheid verbeterde. Maar zijn ziekte keerde algauw terug, samen met de bijbehorende armoede. Toch bleef hij schrijven en moedige Michael aan bij het schrijven van zijn The Croppy. In juli 1827 werd Johns tweede kind, een dochter, geboren. Zijn roman The Anglo-Irish of the Nineteenth Century (1828) werd anoniem gepubliceerd maar werd niet goed ontvangen door het publiek.
Na een tweede misverstand met Gerald Griffin, hernieuwden de twee hun vriendschap tijdens correspondentie in de midden jaren 1828. Hun vriendschap was erg belangrijk voor beide schrijvers en bracht hen veel voldoening. Tijdens deze periode leefden John en zijn vrouw in Eastbourne in Oost-Sussex, dit voor Johns gezondheid. In 1829 verhuisden ze naar Blackheath in Londen voor zakelijke doeleinden.
In de lente van 1829 ging hij naar Frankrijk op aanraden van zijn dokters. Terwijl hij in Frankrijk verbleef schreef hij zijn werk The Smuggler, dat pas werd gepubliceerd in 1831 door twisten met zijn uitgevers. Hij deed ook een poging om een roman genaamd “The Dwarf Bride” te publiceren, maar dit manuscript is verloren geraakt door zijn uitgever. In juni 1830 stierf zijn moeder maar John kon niet terugkeren naar Kilkenny door zijn toenemende zwakke gezondheid. Hij probeerde zijn kost te verdienen door bijdragen te leveren aan periodieke tijdschriften en het schrijven van toneelstukken. In 1831 werd zijn eerste zoon geboren. De geboorte van zijn zoon verbeterde zijn gemoedstoestand na de dood van zijn moeder, maar bracht hem wel in diepere financiële problemen. In 1832 kreeg hij een cholera-aanval maar hij overleefde het.
Naar het einde van 1832 werd zijn tweede zoon geboren. Kort nadien, in januari 1833, werd een beweging om zijn schulden wat te verlichten opgericht door het verzoek van Ellen Banim aan zijn literaire vrienden en de Engelse pers. Contributies werden ook verzameld. Ze slaagden erin een aanzienlijke som te verzamelen en om hem zo tijdelijk uit de armoede te helpen. Bekende schenkers waren onder andere Charles Grey, 2nd Earl Grey, Sir Robert Peel in Engeland en Samuel Lover in Ierland.

## Latere leven en dood

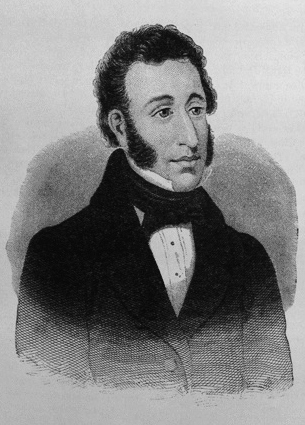
John Banim in 1837

In 1833 verhuisde hij samen met zijn vrouw naar Parijs, in de hoop dat John daar een dokter zou vinden die hem zou kunnen helpen met zijn gezondheid. Blijkbaar had hij een infectie op zijn onderrug en onderging ondraaglijk lastige behandeling, zonder resultaat. Zijn jongste zoon stierf in 1834, maar hij bleef dat jaar in Parijs om wat te schrijven en om tijd door te brengen in de schrijversverenigingen van de stad. Zijn oudste zoon stierf in 1835 aan kroep.
In juli 1835 keerde hij terug naar Ierland en verbleef in Dublin. Toen zijn broer, Michael Banim, hem terugzag in augustus, vond hij dat zijn broer er verschrikkelijk slecht uitzag. John had constant pijn en had opiaat nodig om in slaap te raken. Tussen de korte, minder pijnlijke momenten van zijn ziekte door geniet hij wel van gesprekken en het gezelschap van zijn broer en vrienden. In september keerde hij terug naar Kilkenny waar de inwoners hem een teken van appreciatie en een som van £85 gaven. Na dit kort verblijf vestigde hij in Windgap Cottage dat zich op een korte afstand van Kilkenny bevond. Hij bracht de rest van zijn leven daar door tot aan zijn dood op 13 augustus 1842.

## Nalatenschap
De kracht van John Banim ligt in het uitteken van de hoofdpersonages van de Ierse lagere klassen, en hun impulsen, vaak gedragen voor criminaliteit waaraan zij werden blootgesteld.
Een beoordeling in de zevende editie van de Encyclopædia Britannica (1911) gaat als volgt: “The true place of the Banims in literature is to be estimated from the merits of the O'Hara Tales; their later works, though of considerable ability, are sometimes prolix and are marked by too evident an imitation of the Waverley Novels. The Tales, however, are masterpieces of faithful delineation. The strong passions, the lights and shadows of Irish peasant character, have rarely been so ably and truly depicted. The incidents are striking, sometimes even horrible, and the authors have been accused of straining after melodramatic effect. The lighter, more joyous side of Irish character, which appears so strongly in Samuel Lover, receives little attention from the Banims.”
- Bibliothèque nationale de France: cb12401642z (data)
- Gemeinsame Normdatei: 115342699
- International Standard Name Identifier: 0000 0000 8385 3455
- Library of Congress Control Number: n82159897
- Nationale bibliotheek van Australië: 35832321
- Nationale Bibliotheek van Israël: 987007438396605171
- Nederlandse Thesaurus van Auteursnamen: 071752609
- LIBRIS: 406004
- SNAC: w6d23cs7
- Trove: 1107677
- Union List of Artist Names: 500050654
- Virtual International Authority File: 57342311
- WorldCat: E39PBJtcGCFBv6YTVRpc3GqqQq